# João Gonçalves (político)

João Gonçalves.

João Gonçalves (Vila Franca de Xira, 1874 — 1956) foi um político português responsável pelo ministério da Agricultura entre 26 de Junho e 19 de Julho de 1920, e de 30 de Novembro de 1920 a 2 de Março de 1921